# Baliochila aslauga
Baliochila aslauga är en fjärilsart som beskrevs av Henry Trimen 1873. Baliochila aslauga ingår i släktet Baliochila och familjen juvelvingar. Inga underarter finns listade i Catalogue of Life.